# مائوسام خاتری

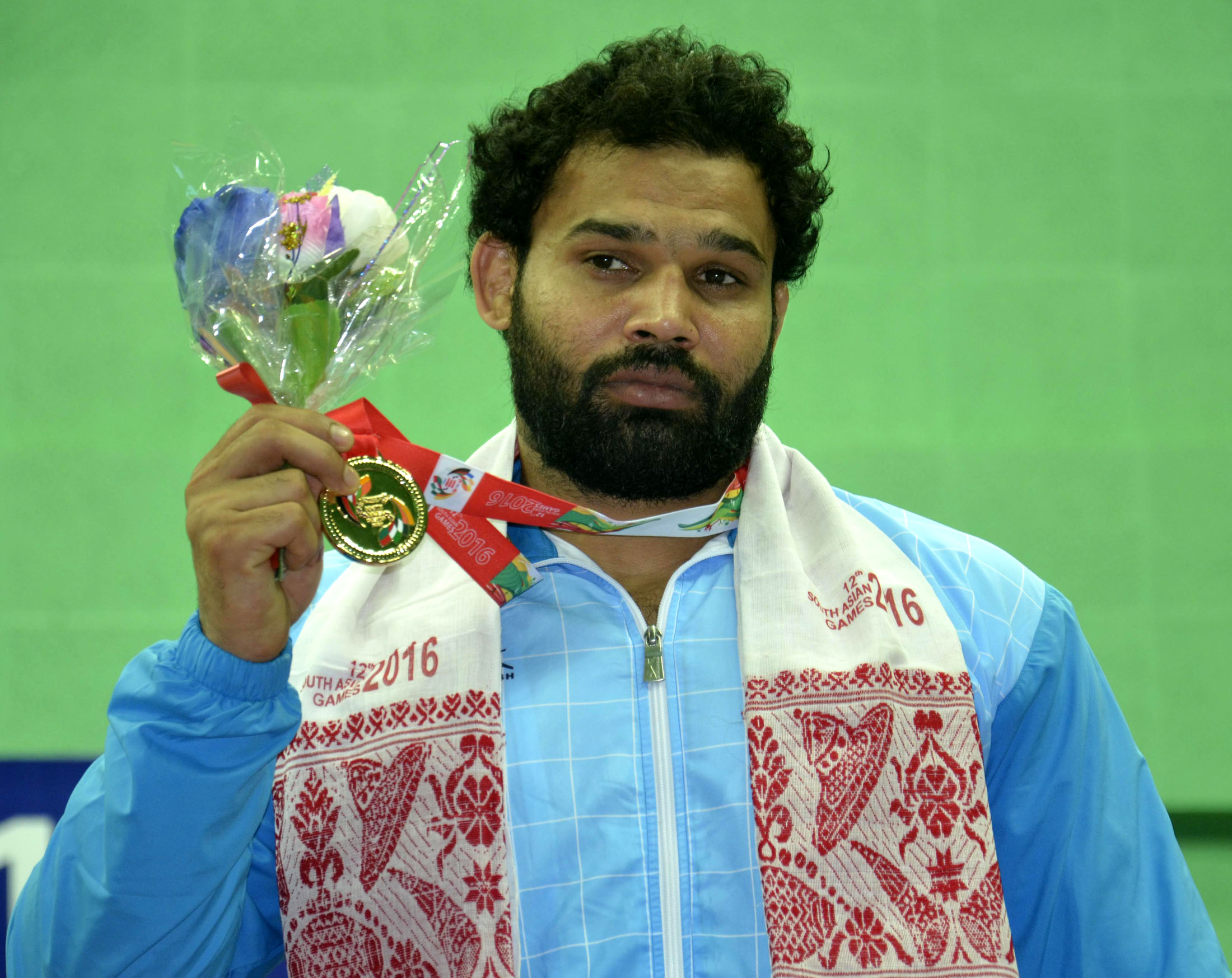
مائوسام ختری با مدال طلای بازی‌های آسیای جنوبی ۲۰۱۶

مائوسام ختری (متولد ۱۰ دسامبر ۱۹۹۰) کشتی‌گیر سبک آزاد هندی است. وی در بازی‌های آسیایی ۲۰۱۰ دارنده مدال برنز بود. وی همچنین دو بار قهرمان مشترک المنافع شده‌است، همچنین برنده مدال طلا در بازی‌های آسیای جنوبی ۲۰۱۶ می‌باشد.